# Вознесенка (Дзержинский район)
Вознесенка — село в Дзержинском районе Красноярского края. Входит в состав Александро-Ершинского сельсовета. До 1996 года административный центр Вознесенского сельсовета.

## История
Деревня Вознесенская была основана в 1911 году. По данным 1926 года в деревне имелось 109 хозяйств и проживало 597 человек (300 мужчин и 297 женщин). В национальном составе населения преобладали русские. В административном отношении Вознесенская являлась центром Вознесеннского сельсовета Рождественского района Канского округа Сибирского края.

## Население
| 2010 |
| ---- |
| 74   |